# Хартман Шедел
Хартман Шедел (на немски: Hartmann Schedel, * 13 февруари в Нюрнберг 1440; † 28 ноември 1514, Нюрнберг) е германски лекар, хуманист и историк от Нюрнберг, Германия.
Той е автор на Нюрнбергските хроники (Nuremberg Chronicle, Schedel’sche Weltchronik) от 1493 г., които са продължение на Хрониките от Средновековието и описват световната история. Те са отпечатани от Антон Кобергер в Нюрнберг.

## Биография
Хартман Шедел е роден през 1440 г. като син на заможния търговец Хартман Шедел Стари в Нюрнберг. Неговата майка Анна Грабнер умира още през 1445 г. Когато е на 11 години той става пълен сирак през 1451 г. От неговите двама братя Георг Шедел става търговец, а Йохан Шедел влиза в доминикански манастир.
Неговият 30 години по-стар братовчед Херман Шедел поема тяхното възпитание. Той е първо лекар в Нюрнберг и няколко години е домашен лекар на Фридрих II, курфюрста на Бранденбург, и се връща заради климата в Южна Германия и по-късно обратно в Нюрнберг. Той въвежда Хартман Шедел към лекарската професия, към хуманизма и обичта към книгите.
През 1456 г. Хартман Шедел на 16 години, е записан в Университет Лайпциг, абсолвира магистър по Свободни изкуства и посещава лекции по Право и Канонско право. През 1461 г. се включва в хуманистическия кръг на Петер Лудер († 1472) и го последва в края на 1463 г. в Падуа. На Университет Падуа той следва към медицина също анатомия и хирургия и промовира през 1466 г. Паралелно към медицината той посещава и лекции по физика и гръцки и така е един от първите германци, които получават познания по гръцки.
През 1466 г. той се връща в Нюрнберг, и следващите години пътува и събира и копира книги. От 1470 до 1477 г. той е градски лекар в Ньордлинген. През 1475 г. той се жени за нюрнбергката Анна Хойгел († 1485). След това е лекар в Амберг и през 1482 г. в Нюрнберг, където през 1487 г. се жени втори път за Магдалена Халер († 1505). От дванадесетте деца от двата брака умират шест още малки.
В Нюрнберг Хартман Шедел принадлежи към заможните жители. Tой се води в регистъра на 92 знатни фамилии на града.

## Световната хроника на Шедел
Световната хроника на Шедел излиза за първи път през 1493 г. в Нюрнберг в две издания, на латински от 656 страници и на немски 596 страници и е значимо свидетелство за немското изкуство по книгопечатане. Те са отпечатани от Антон Кобергер в Нюрнберг.
През април 2011 г. в Утах (USA) на един таван случайно е открит един екземпляр на Weltchronik, който струва вероятно 35.000 евро.  През 2010 г. един добре запазен екземпляр получава в Лондон ок. 570.000 евро. В Мюнхен един леко повреден екземпляр получава цената от 105.000 евро.
Произведението съдържа 1809 дървени-илюстрации и е най-голямата илюстрирана книга от 15 век.

## Галерия
- Нюрнберг
- Прага
- Убийството на Симон Трентски
- Еврейския погром Щтернберг
- Лист към Обсадата на Константинопол 1453
- Най-старата отпечатана снимка от град Йерусалим
- Унищожаването на Йерусалим
- Смъртта на Сенека
- Баснописеца Езоп
- Филон Александрийски

## Издания
- Hartmann Schedel, Registrum huius operis libri cronicarum cu [cum] figuris et imagibus [imaginibus] ab inicio mudi [mundi]. [Nachdruck der Ausgabe Nürnberg, Koberger, 1493]. Quantum Books, Ostfildern [2002?], CCXCIX, ISBN 3-935293-04-6.
- Hartmann Schedel, Register des Buchs der Croniken und geschichten mit figuren und pildnussen von anbeginn der welt bis auf dise unnsere Zeit. [Durch Georgium Alten … in diss Teutsch gebracht]. Reprint [der Ausg.] Nürnberg, Koberger, 1493, 1. Wiederdruck. Reprint-Verlag Kölbl, München 1991, CCLXXXVI Bl., IDN: 947020551
- Hartmann Schedel, Weltchronik. Nachdruck [der] kolorierten Gesamtausgabe von 1493. Einleitung und Kommentar von Stephan Füssel. Weltbild, Augsburg 2004, ISBN 3-8289-0803-9.
- Stephan Füssel, Schedel'sche Weltchronik. Taschen Verlag, Köln 2001, ISBN 3-8228-5725-4.